# بیبی‌نومانی
الکساندر لئون گوموچیان (انگلیسی: Alexander Leon Gumuchian؛ ‏‎/ɡʊˈmuːtʃiːɛn/‎؛ ‏  زادهٔ ۳۰ ژوئن ۱۹۹۵) که با نام هنری بیبی‌نومانی (به انگلیسی: bbno$) شناخته می‌شود، خواننده و ترانه‌سرای ارمنی‌تبار اهل کانادا است. وی از سال ۲۰۱۵ میلادی تاکنون مشغول فعالیت بوده‌است.

## زندگی‌نامه
وی با نام اصلی الکساندر لئون گوموچیان در ۳۰ ژوئن ۱۹۹۵‏ در ونکوور بریتیش کلمبیا به دنیا آمد و در رشتهٔ حرکت‌شناسی از دانشگاه بریتیش کلمبیا (شعبهٔ اوکاناگان) فارغ‌التحصیل گشت. وی همچنین برنده جوایزی همچون  جایزه جونو شده است.